# Belgisch Consortium voor Noodhulpsituaties
Het Belgisch Consortium voor Noodhulpsituaties of "Consortium 12-12", werd eind van de jaren zeventig opgericht naar aanleiding van de hongersnood in Somalië en het einde van de genocide in Cambodja, door het Belgische Rode Kruis, Caritas Internationaal Hulpbetoon, Oxfam-België, Socialistische Solidariteit, Liberale Solidariteit en Protestantse Solidariteit. Later kwam het Belgisch Comité voor UNICEF erbij. Tot tweemaal toe vervoegde Artsen zonder Grenzen tijdelijk het samenwerkingsverband : in 1994 (Rwanda) en 1999 (Kosovo). Het Belgische Rode Kruis vertrok in 2005, werd opnieuw lid begin 2018 en vertrok nogmaals in september 2024. In december 2024 heeft ook UNICEF België haar lidmaatschap opgezegd. 
Vandaag groepeert het dus vijf grote Belgische humanitaire organisaties om dringende en noodzakelijke financiële middelen samen te brengen, met respect voor ieders specificiteit. Door de communicatie naar het publiek te bundelen en efficiënte contacten te leggen met pers en media tracht men de vrijgevigheid en solidariteit van de bevolking aan te moedigen tegen een zo laag mogelijke kost. De samenwerking, gebaseerd op het principe van de 'coöpetitie' (collegiale competitie), laat toe om op pragmatische wijze krachten te bundelen met het oog op een optimale steun aan de slachtoffers. Giften worden gekanaliseerd via het gezamenlijk rekeningnummer (BE19) 0000 0000 1212 (waaraan het consortium zijn naam te danken heeft) en verdeeld onder de leden in verhouding tot hun eigen fondsenwerving. Soms, als in hetzelfde jaar een tweede ramp gebeurt, wordt 000-0000021-21, een alternatief gezamenlijk rekeningnummer geactiveerd.
Tot de oprichting van de vzw Belgisch Consortium voor Noodhulpsitutaties in april 2005, had het consortium geen rechtspersoonlijkheid. Vanaf "Tsunami 12-12" maakten alle volgende oproepen het voorwerp uit van een transparante communicatie, vertrekkende van de rekeningen van de vzw en van deze van haar leden, vaak met een externe audit. Deze opeenvolgende rapporten hebben aangetoond dat de kosten voor beheer en fondsenwerving van de gemeenschappelijke oproepen minder dan 3% bedroegen van het totaal van de giften op het gemeenschappelijk rekeningnummer, en dat van elke gift van € 100 aan Consortium 12-12 er gemiddeld € 86 bestemd werden voor de begunstigden op het terrein. 
Consortium 12-12 is medestichter van de Emergency Appeals Alliance (EAA), dat een tiental nationale verbanden zoals het Belgisch consortium groepeert en in 2018 de vorm van een (Nederlandse) Stichting aannam. 

## Samenstelling (2024)
De huidige leden van vzw Consortium 12-12 zijn:
- Oxfam-Solidariteit
- Handicap International Belgium
- Dokters van de Wereld
- Caritas International Belgium
- Plan International België

## Hulp bij natuurrampen en humanitaire crisissen (1984 - ...)
Sinds het einde van de jaren zeventig biedt het Consortium hulp bij zware crisissen, waaronder : 
- de hongersnood in Ethiopië en de Sahel (1984)
- de aardbeving in Armenië (1988)
- de revolutie in Roemenië (1989)
- de acties “Afrika Sterft” en “overLeven” (begin jaren '90)
- Kurdisch vluchtelingen die Irak ontvluchten (1991-1992)
- de Somaliëcrisis (1993)
- de Rwandacrisis (1994)
- de orkaan Mitch (1998-1999)
- “Help Kosovo” (1999)
- overstromingen in Mozambique (2000)
- 21-21 : “Help India” (aardbeving in Gujarat, 2001)
- de Afghanistanoorlog (2001-2021)
- de vulkaanuitbarsting in Goma (2002)
- "Tsunami 12-12" (2004-2005)
- Haïti Lavi 12-12 (2010)
- 21-21 : overstromingen in Pakistan (2010)
- de droogte en hongercrisis in Oost-Afrika (2011)
- slachtoffers van het conflict in Syrië (2013)
- "Haiyan 21-21" (2013)
- de aardbeving in Nepal (2015)
- "Hongersnood 12-12" (Afrika, 2017)
- slachtoffers van de aardbeving en tsunami op Sulawesi (2018)
- "Covid 12-12" (2020)
- de Russische invasie van Oekraïne in 2022
- de aardbeving in Turkije en Syrië in 2023